# Aflao
Aflao est une ville frontalière et côtière située à l'extrême Sud-Est du Ghana, dans le district de Ketu sud.

## Histoire
Aflao possédait au XVIIIe siècle un important marché aux esclaves. Aflao est une vaste terre divisée en deux par la frontière Togo - Ghana ainsi nous avons Aflao du Togo et Aflao du Ghana. Au sud de cette terre se trouve l'océan Atlantique. La population d'aflao est descendante des Ewe venus de Notsie. Leur activité principale est l'agriculture : le maïs, le manioc, le cocotier, le palmier, etc. Cette population d'Aflao a comme rythmes musicaux Agbadja, Brekete et Gota et leur tenue traditionnelle est le pagne kenté ou kété avec des perles traditionnelles appelé en Ewe dzonu. Les villages qui composent Aflao Togo sont : Adidogomé-Aflao, Djidjolé-Aflao, Amadan-womé-Aflao, Akato-Aflao, Awatamé Aflao Aflao-Gakli. Les villages qui composent Aflao du Ghana sont : Aflao-wimé, Aflao-agokpanu, Aflao-kpaka-kopé, Aflao-kporpkloe, etc.
Les chefs traditionnels d'Aflao-Togo détiennent toujours leur rôle dans l'évolution de leur contrée ; ainsi ils sont légalement reconnue. Par projet  ghanéen à Aflao, les autorités du Ghana s'associent aux autorités togolaises pour avoir un poste unique à Aflao pour unifier encore les deux pays dans le déplacement des usagers et faciliter le  passage des biens commerciaux entre les deux pays en guise de sympathie.

## Géographie

### Situation et cadre physique
Aflao est située en bordure du golfe de Guinée et occupe une zone immédiatement frontalière avec le Togo, vis-à-vis de la capitale Lomé. Les deux villes ne sont donc séparées que par le grillage qui matérialise la frontière entre les deux pays, à l'exception de la plage où la frontière n'est pas grillagée.

### Climat
Aflao bénéficie d'un climat chaud et humide, avec des hivers doux notamment en raison de sa proximité avec l'océan.

### Districts et entités administratives limitrophes
| Ketu nord |                 | Togo |
| Keta      | Ville           | Togo |
|           | Golfe de Guinée |      |

## Quartiers et secteurs de la ville

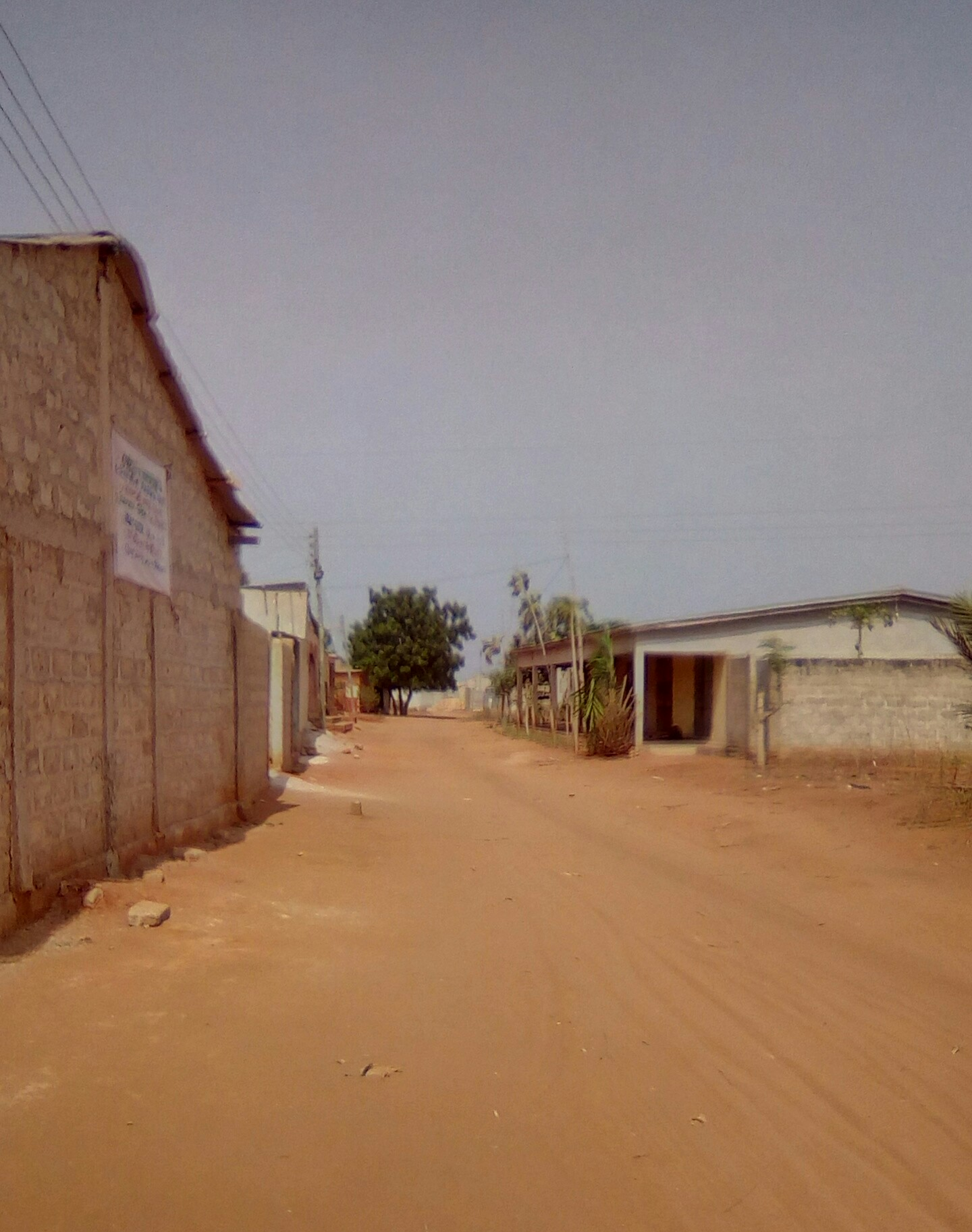
Une rue d'Akporkploe, près de la frontière togolaise.

La ville est dominée par la présence d'un poste frontière entre le Togo et le Ghana, le long de la plage. Ce point de passage occasionne un trafic automobile important (camions, taxis qui assurent la liaison avec Accra, voitures particulières, etc.) et génère une certaine activité économique informelle (vente de nourriture, de légumes, de vêtements, de pagnes, etc.)

## Architecture

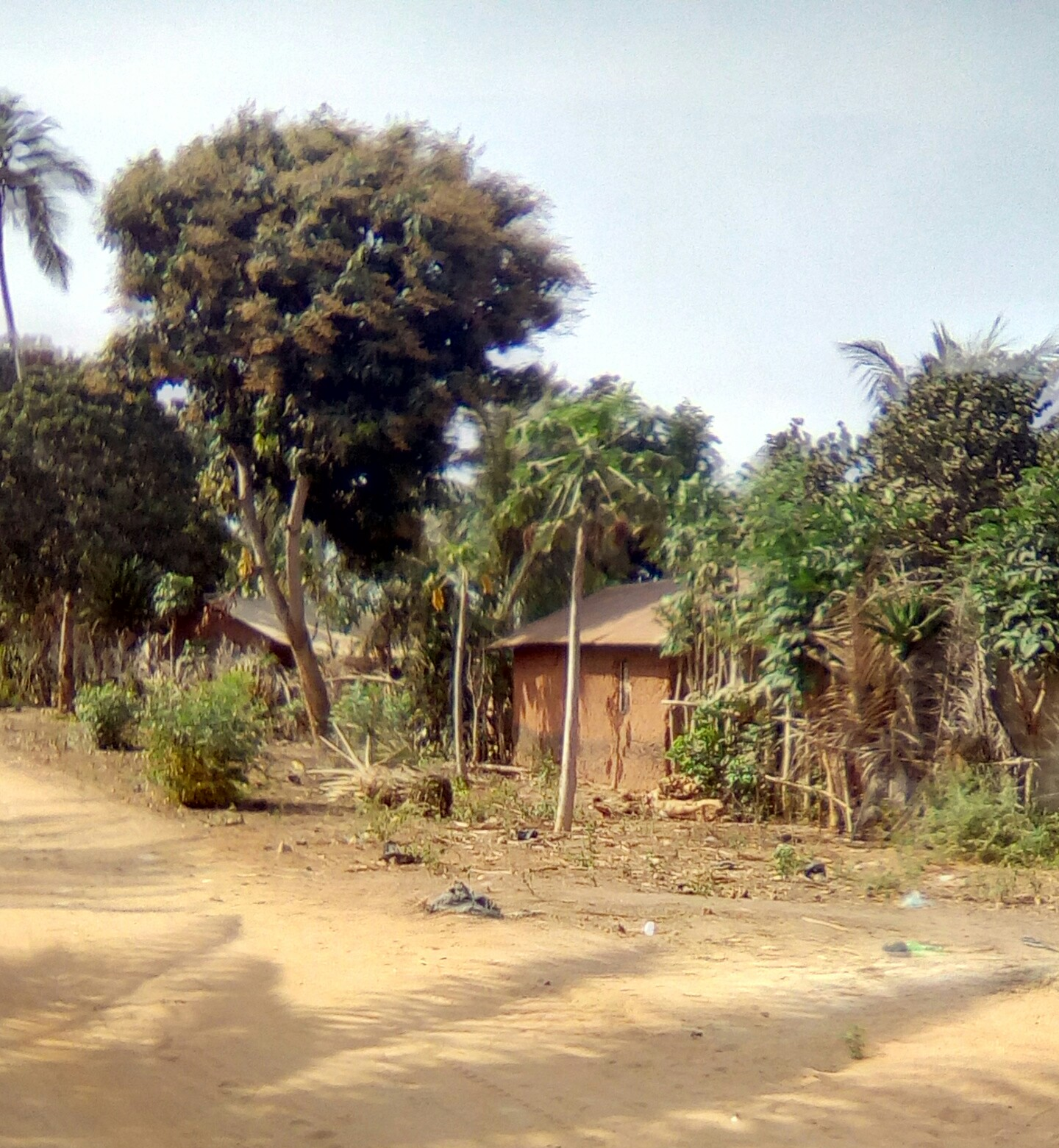
Habitat historique en argile au Ghana - Aflao.

On trouve en ville quelques bâtiments qui datent du début du XXe siècle. Les habitats de cette population d'Aflao construisaient  en bois et en banco avant la conquête coloniale. Ainsi après la modernisation en Afrique les constructions en banco sont toujours conservées en certains endroits.

## Démographie
La démographie d'Aflao est relativement dynamique. Sa population a triplé en 30 ans, entre 1984 et 2012 :
Aflao est située au cœur de la zone de peuplement Ewe, sa population est donc majoritairement composée d'individus de cette ethnie.

## Économie
L'économie d'Aflao est dominée par le commerce transfrontalier avec Lomé et le Togo. De nombreux entrepreneurs informels proposent aux voyageurs en transit des marchandises variées (vêtements, nourriture, etc.)

## Transport
La ville d'Aflao est un point de passage important entre le Ghana et le Togo, elle est reliée via la ville de Sogakope à la capitale, Accra, par une route asphaltée d'un peu moins de 200 km.